# Kinderdorf Marienpflege

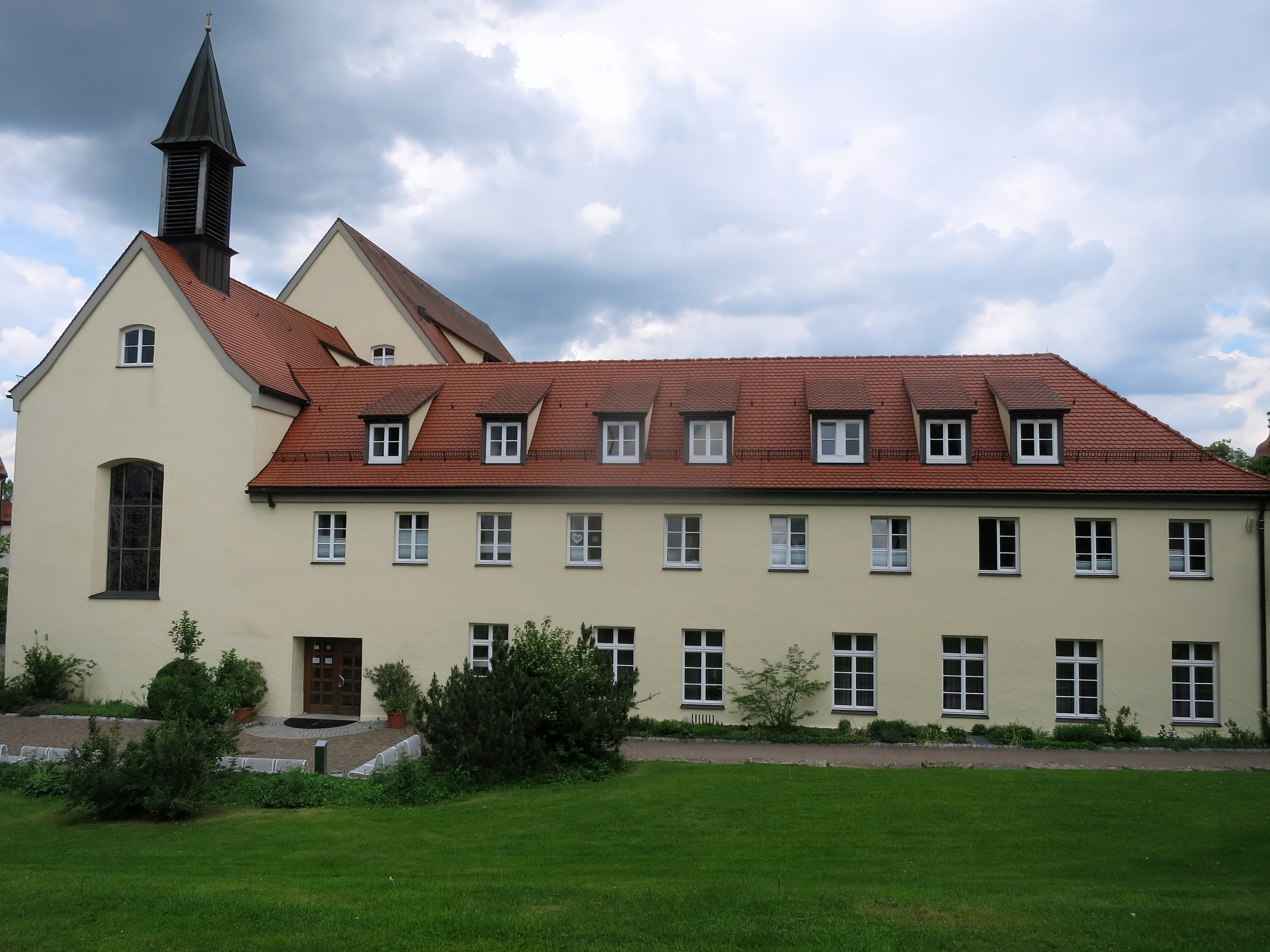
Das Kapuzinerkloster von 1731, Renovierung 1992, mit neuer Franziskuskapelle

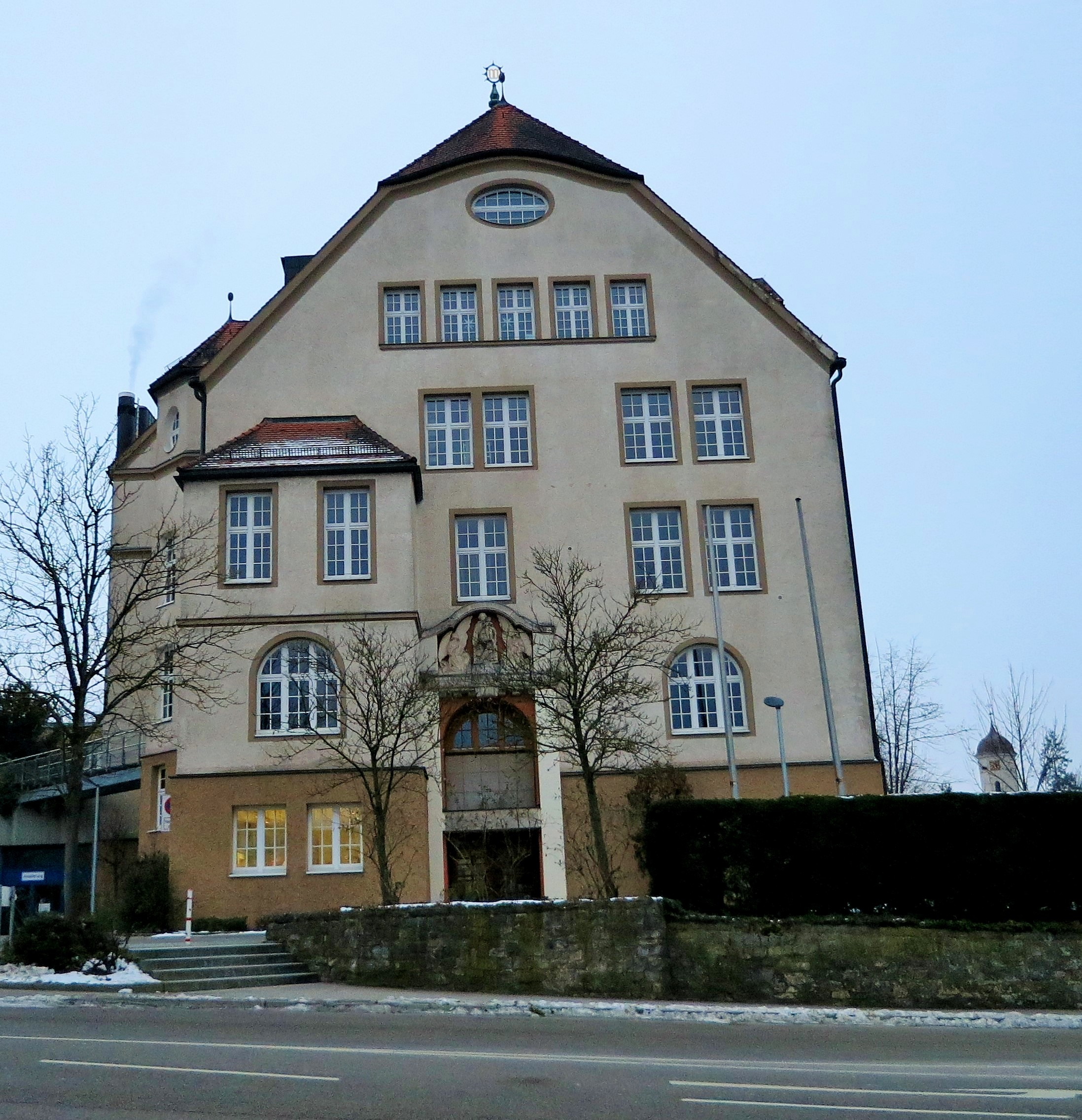
Das Hauptgebäude von 1908

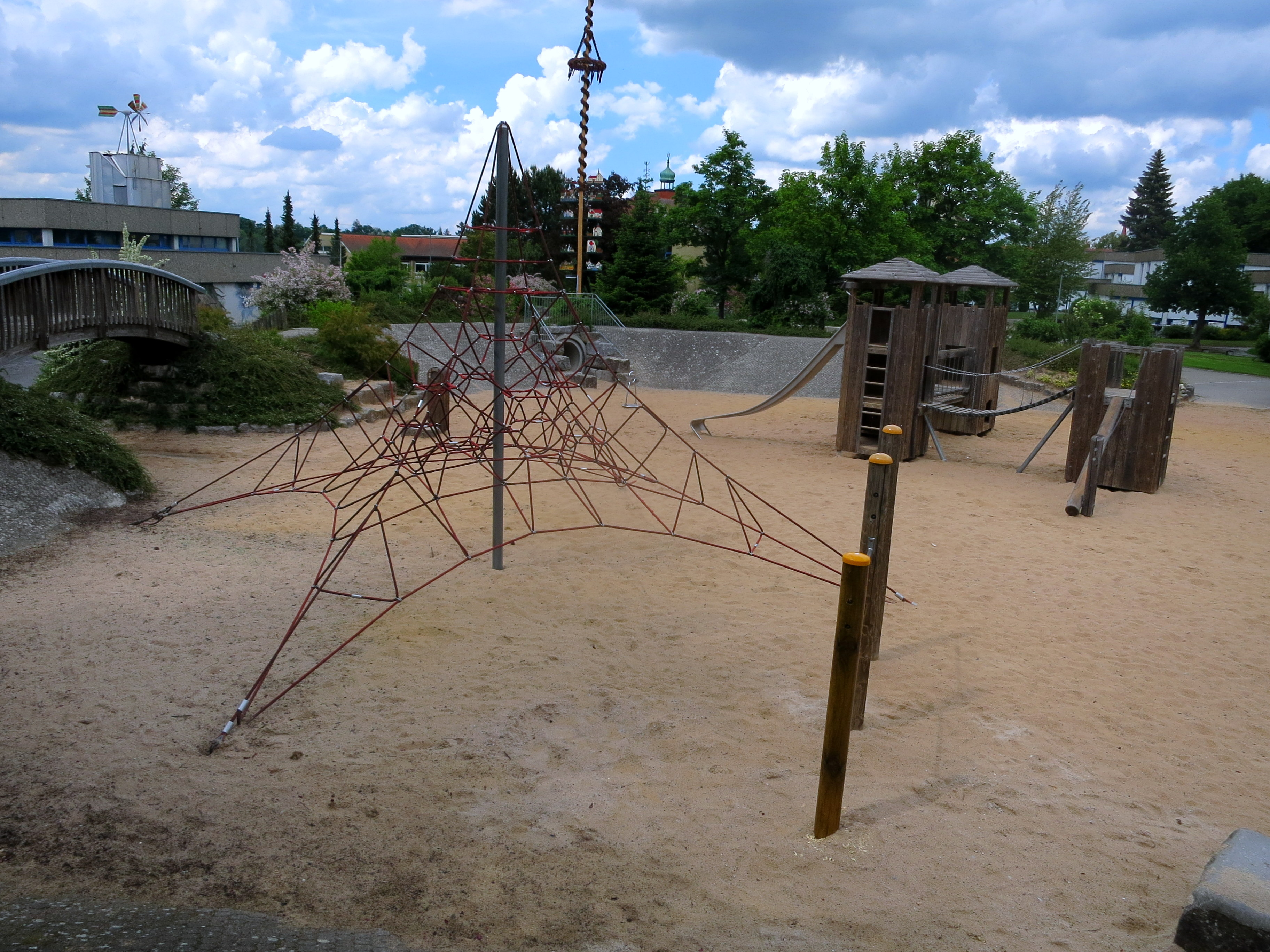
Der zentrale Spielplatz

Das Kinderdorf Marienpflege ist eine kirchliche Stiftung privaten Rechts in Ellwangen (Jagst), einer Stadt des Ostalbkreises in Baden-Württemberg. Das heutige Kinder- und Jugenddorf sowie Zentrum für Jugendhilfe wurde 1830 als „Kinderrettungsanstalt“ gegründet und hat sich im 21. Jahrhundert zu einem systemisch arbeitenden Zentrum für Kinder, Jugend und Familie weiterentwickelt. Die Anlage ist eine denkmalgeschützte Sachgesamtheit und dabei deswegen bemerkenswert, weil sie als Ensemble aus älteren und relativ jungen Baudenkmalen mitsamt den dazugehörigen Freiflächen besteht.

## Geschichte

### Entstehung
Um etwas Konstruktives gegen das Kinderelend und die Verwahrlosung der Jugend zu tun, gründete in Ellwangen ein „Verein von Menschenfreunden“ 1830 die so genannte „Marienpflege“. Man konnte diese Einrichtung einer „Kinderrettungsanstalt“, also eines Waisenhauses, im stadtnahen säkularisierten Kapuzinerkloster unterbringen. In den Anfangsjahrzehnten war das Leben in der Marienpflege recht hart für die dort lebenden Waisenkinder. Noch 1880 schildert ein Bericht die Verhältnisse wie folgt: „Das Hauspersonal bestand außer dem Hausvater und seiner Frau aus einem Stallknecht, einem Tagelöhner, einer Nähterin, einer Küchen- und einer Stallmagd. Die ganze Familie aß täglich im allgemeinen Speisesaal. Das Abendessen bestand gewöhnlich aus schwarzer Brennsuppe, das Vesper aus einem Stück Schwarzbrot. Butter oder Marmelade gab es nicht.“

### Weitere Entwicklung

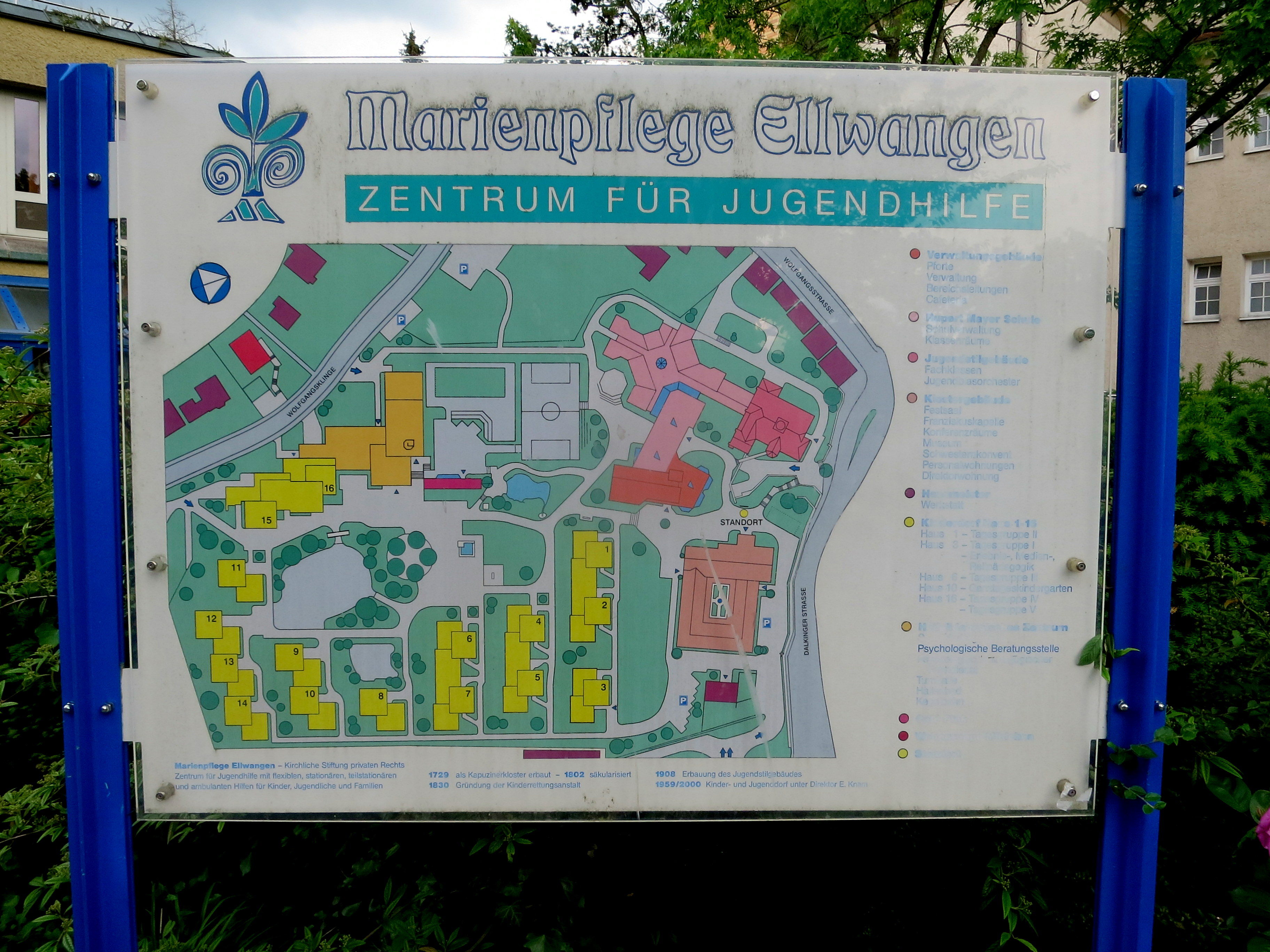
Übersichtstafel des Kinderdorfes

- 1908: Bau des Hauptgebäudes im damals modernen Jugendstil,
- 1926: Erweiterung um eine katholische Hilfsschule,
- 1933–1945: Widerstand gegen die Menschenfeindlichkeit des Nationalsozialismus durch Kaplan Renz,
- nach 1945: Unterbringung von 250 Kinder auf engstem Raum während der Not der Nachkriegszeit,
- ab 1960: Umbau zum „Kinder- und Jugenddorf“, nach und nach Ausgestaltung zum modernen Zentrum für Jugendhilfe,
- 1992: Renovierung der Klostergebäude und Ausgestaltung der Franziskuskapelle durch Sieger Köder,
- 1993–1997: Finanzielle Krise wegen der Deckelung der Pflegesätze und
- ab 2000: Weitere Differenzierung und Ausbau zum systemisch arbeitenden Zentrum für Kinder, Jugend und Familien.

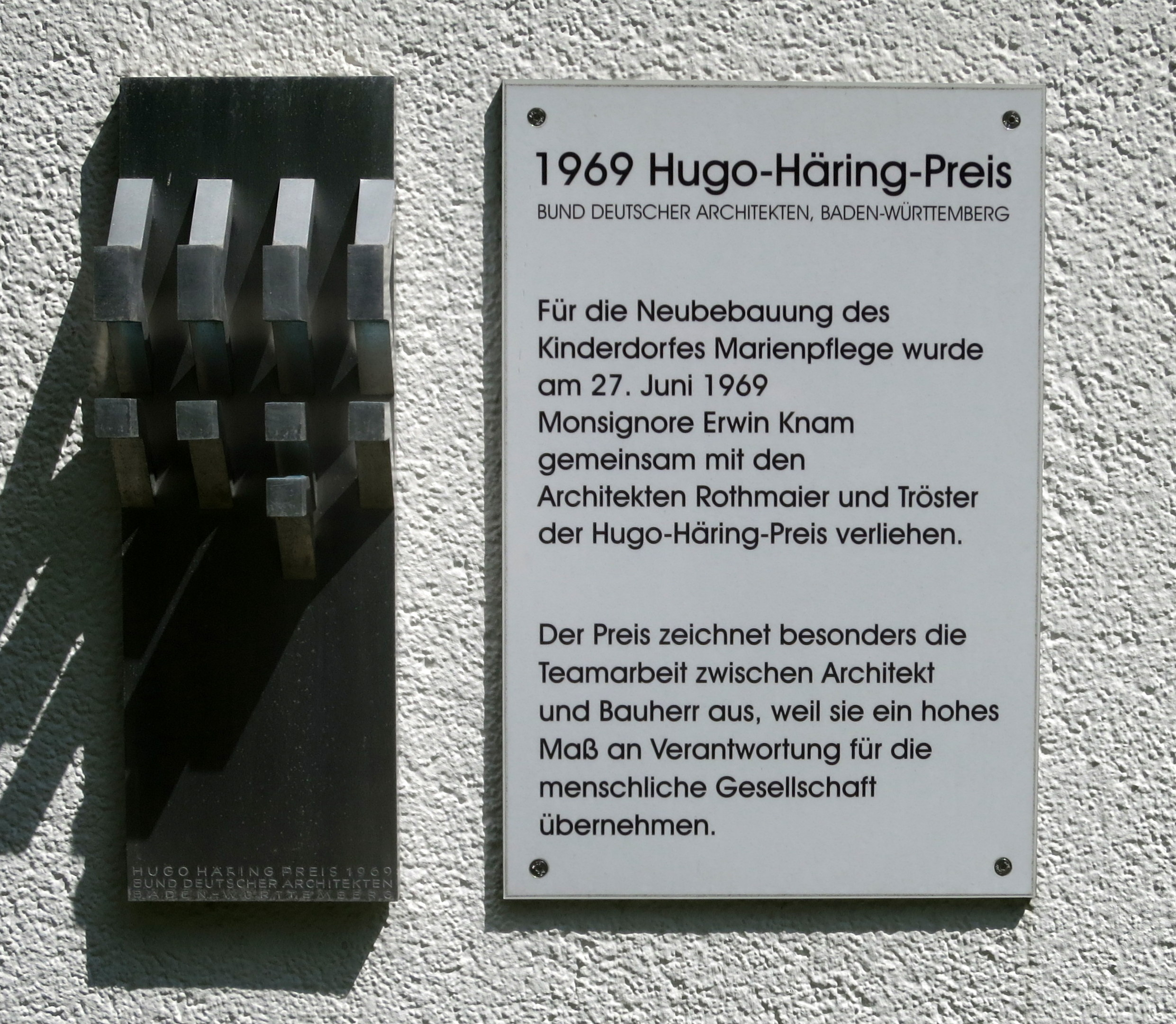
Auszeichnung mit einem Architektur-Preis

## Überstandene Krise

### Deckelung der Pflegesätze
Infolge der staatlichen Deckelung der Pflegesätze in den Jahren 1993 bis 1997 kam die Marienpflege in große finanzielle Not, denn nun wurde der Pflegesatz auf der niedrigsten Stufe eingefroren. Erst Kontakte zum Familienministerium in Bonn führten zu einer Bewältigung der Krise.

### Verkauf des Bauernhofes
Nach dem Zweiten Weltkrieg war 1948 auf dem Klostergelände ein eigener Bauernhof gebaut worden. Er wurde dann 1960–1962 auf den Hinteren Buchenberg ausgesiedelt und 1998 in einen erlebnispädagogischen Kinderbauernhof umgewandelt, in dem vorwiegend Reittherapie angeboten wurde. Dieser Hof wurde 2005 verkauft, die landwirtschaftlichen Flächen wurden verpachtet. Das Heilpädagogische Reiten wurde mit vier Pferden beibehalten.

### Therapiepferde
Schwester Ingunde hatte seit 1972 dieses therapeutische Reiten aufgebaut. Besonders die Mädchen fanden durch die Freundschaft mit Pferden eine wertvolle Selbstbestätigung. Der bestehende Bauernhof war mit großer Eigenleistung umgebaut worden und konnte ab 1999 genutzt werden. Für die Erlebnispädagogik wurde in Eigenleistung auf dem Hof auch eine Kletterwand errichtet. Mit dem Verkauf des Hofes im Jahr 2005 wurden zumindest die Therapiepferde behalten und in einen guten Hof in Hummelsweiler eingestellt.

## Organisationsform und Personal
Die Marienpflege ist eine kirchliche Stiftung privaten Rechts mit dem Aufsichtsrat und dem Vorstand als Organen. Die Stiftungsaufsicht übt der Bischof der Diözese Rottenburg-Stuttgart aus. Ferner ist sie dem Caritasverband der Diözese angeschlossen.
Seit 1908 leben Franziskanerinnen von Sießen als Konvent in der Marienpflege. Sie wohnen seit 1992 im Klostergebäude und treffen sich zum Gottesdienst und zu den Gebetszeiten. Sie sind Mitarbeiterinnen in verschiedenen Bereichen. Rund 220 Mitarbeiter – auf 150 Stellen – sind für das Wohl der Kinder und Familien tätig.
Im Dorf leben etwa 105 Kinder und Jugendliche. Die Rupert-Mayer-Schule bietet rund 180 Kindern und Jugendlichen einen täglichen Lernort, 55 Kinder sind entweder im Ganztageskindergarten oder der Ganztageskrippe. Die Erziehungsberatungsstelle berät rund 200 Familien jährlich oder begleitet sie ambulant in Erziehungsfragen.

## Grundpositionen des Kinder- und Jugenddorfes
- Fundament ist der christliche Glaube und das christliche Menschenbild.
- Die Marienpflege ist Mitglied in der DGSF (Deutsche Gesellschaft für Systemische Therapie, Beratung und Familientherapie).
- Es gibt abgestimmte Konzepte und Verfahren zum Kinderschutz und zur Prävention sowie zur Verhinderung von Gewalt und sexuellem Missbrauch.

## Angebote

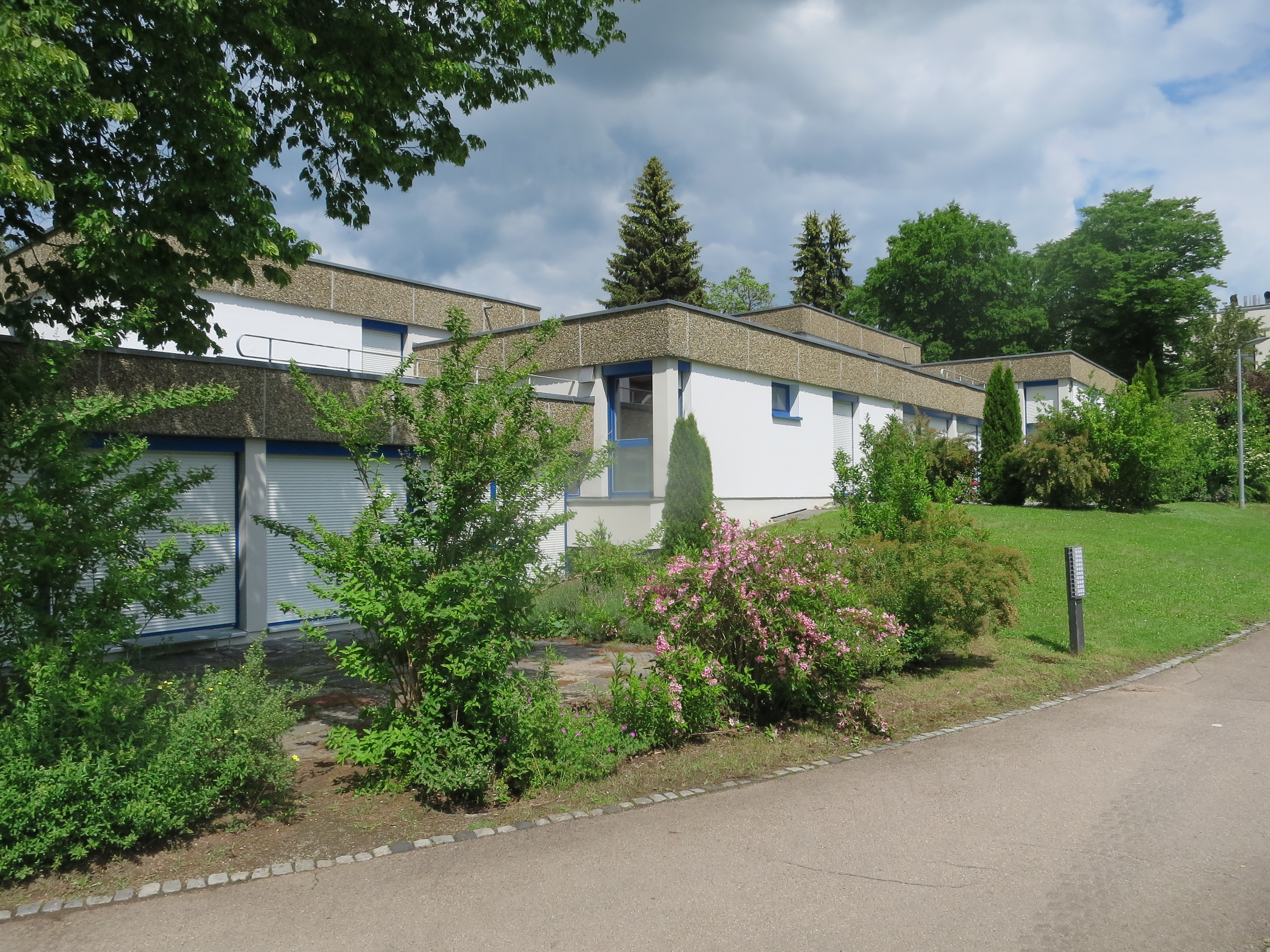
Eine Gruppe der Familienhäuser

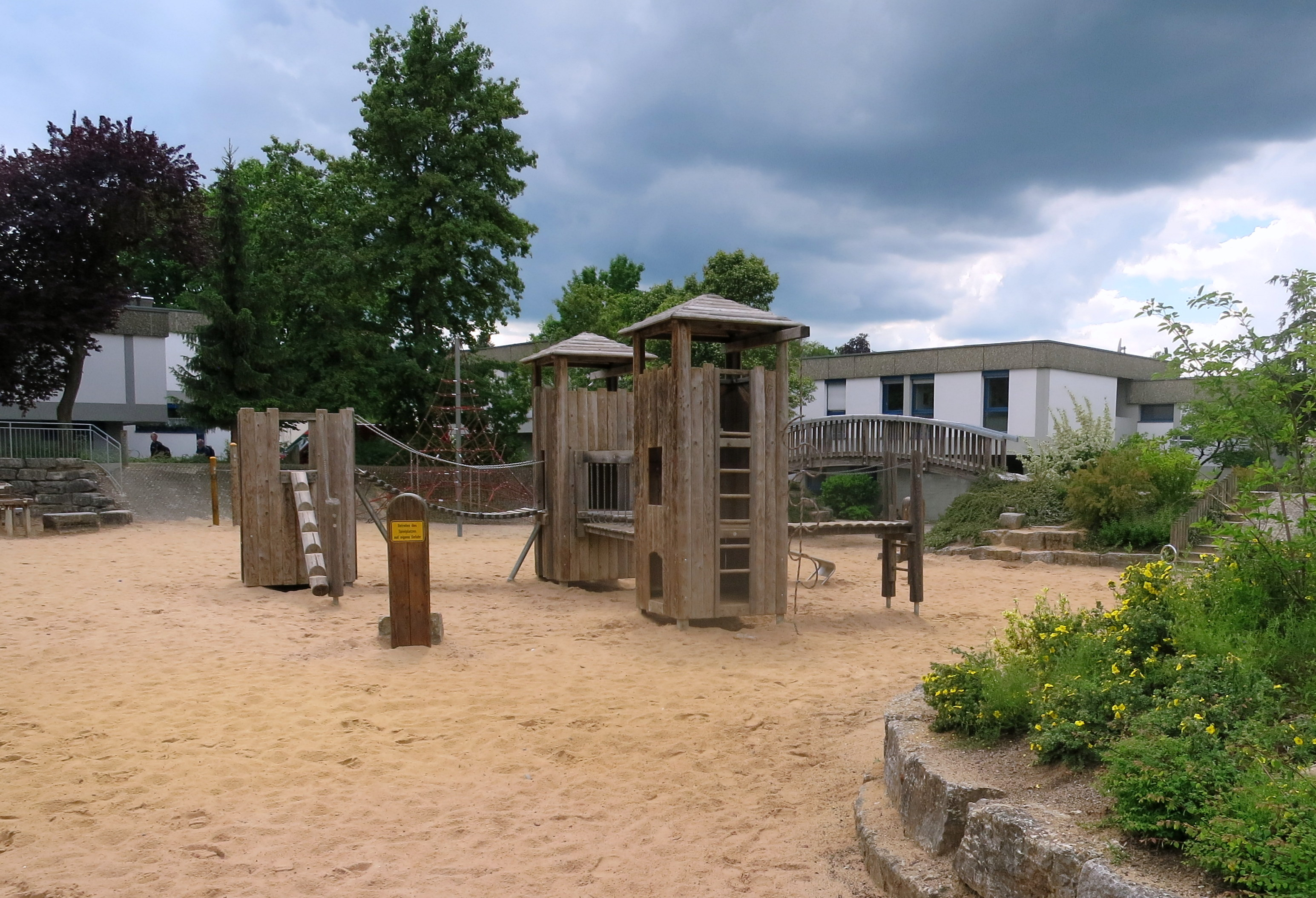
Großer zentraler Spielplatz

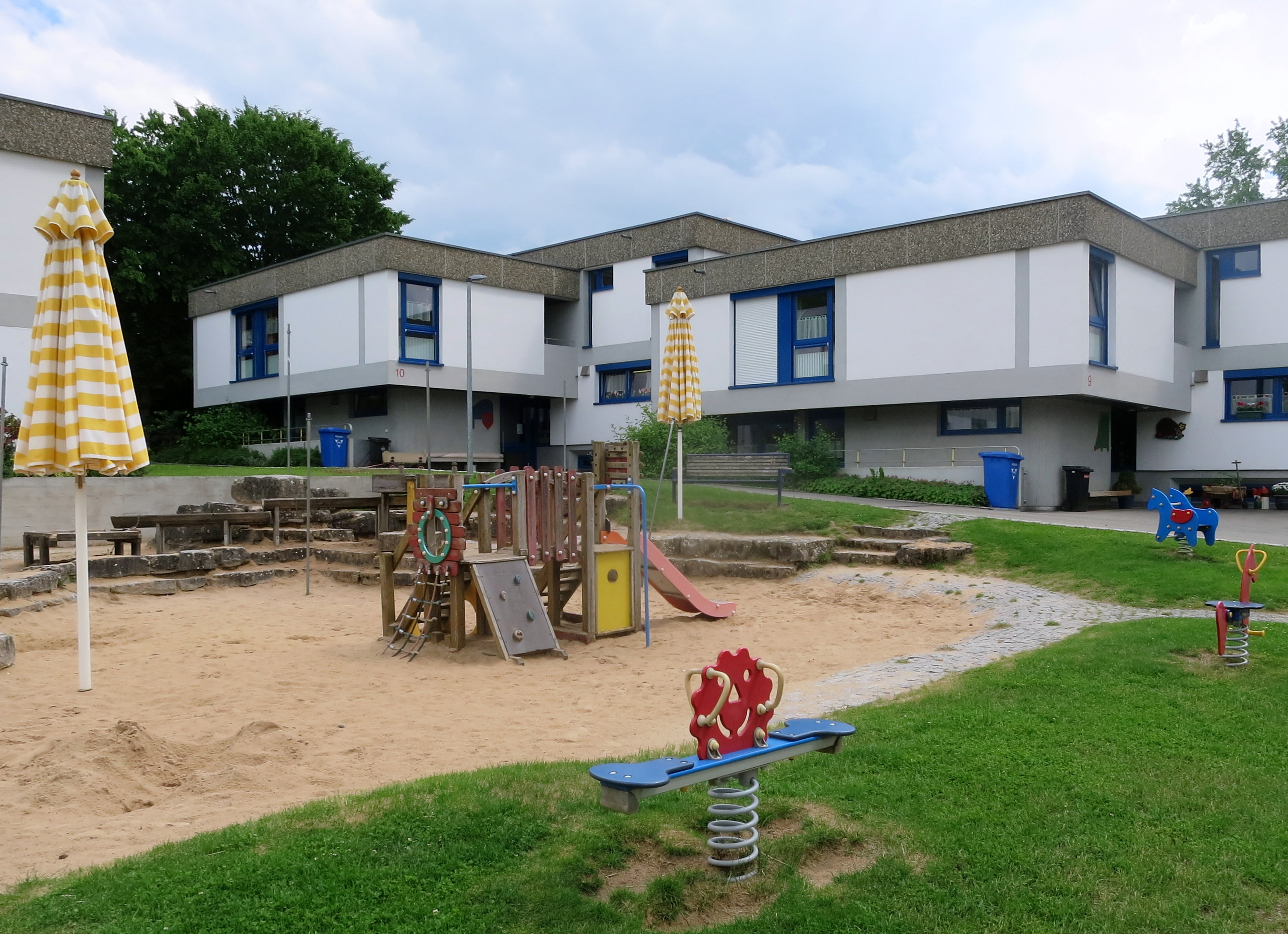
Familienhäuser und kleiner Spielplatz

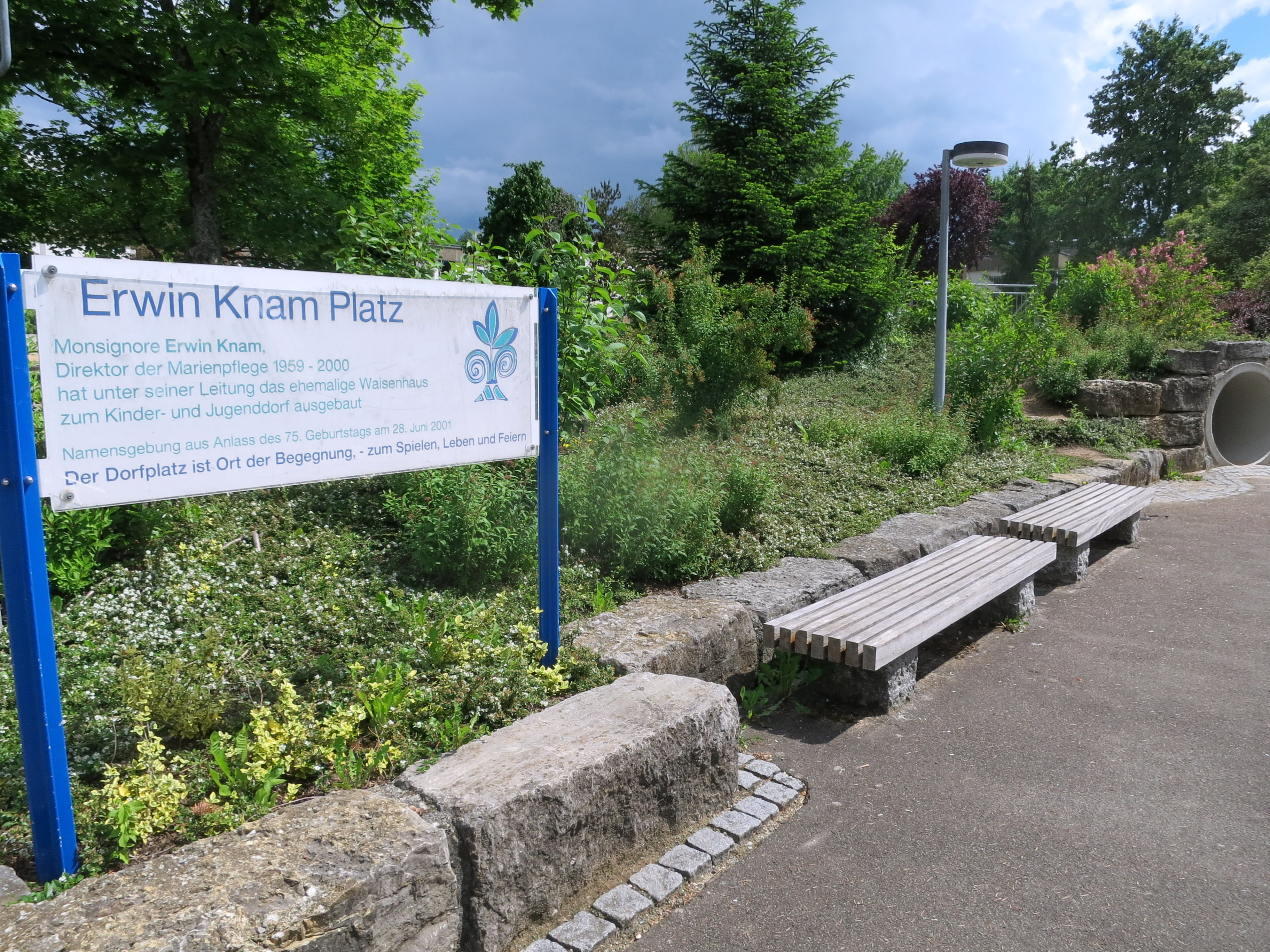
Erinnerung an die Ära Knam 1959–2000

### Familienunterstützende Hilfen oder Beratungsangebote
- Entwicklungspsychologische Beratung
- Sonderpädagogische Frühberatungsstelle
- Psychologische Beratungsstelle
- Erziehungsbeistandschaft
- Familienunterstützende Dienste, Sozialpädagogische Familienhilfe
- Betreuter Umgang, Umgangspflegschaften, begleiteter Umgang
- Beratung beim Verdacht auf Kindeswohlgefährdungen nach § 8a SGB VIII
- Ellwanger Alleinerziehendentreff
- Kurse für junge Eltern, Elternbildungsangebote
- Seelsorge für Familien mit behinderten Kindern

### Familienergänzende Hilfen tagsüber
- Kleinkinderkrippe
- Kindertagesstätte
- Schulkindergarten
- Tagesgruppen

### Hilfen über Tag und Nacht
- Innenwohngruppen (auch mit Leistungsmodulen für Kinder und Jugendliche mit Essstörungen oder mit besonderen Kommunikations- und Beziehungsstörungen, für systemische Eltern- und Familienarbeit, für Kleinkinder, als Sozialintegratives Training, für Schul(h)auszeiten und für intensive Bindungspädagogik)
- Dezentrale Wohngruppen
- Intensivgruppe
- Betreutes Jugendwohnen
- Inobhutnahme

### Rupert-Mayer-Schule für Erziehungshilfe
- Grund- und Förderschule, Werkrealschule
- Klinik-Schule an der St. Anna-Virngrund-Klinik Ellwangen

### Psychologisch-pädagogischer Fachdienst
Diagnostik, Beratung und Fortbildung

### Psychologische Beratungsstelle
- Beratung von Kindern, Jugendlichen und Familien bei Erziehungsproblemen
- Fachberatung anderer sozialer Institutionen
- Trennungs- und Scheidungskindergruppe

### Gruppenübergreifende Angebote
- Heilpädagogisches Reiten
- Freizeit- und Erlebnispädagogik, großzügige Sportmöglichkeiten, Internetcafé, Jugendtreff
- Ferienfreizeiten und Projekttage

## Kulturdenkmale als Sachgesamtheit
Der Komplex der Marienpflege ist eine Sachgesamtheit nach dem Denkmalschutzgesetz von Baden-Württemberg. Siehe auch die Liste der Kulturdenkmale in Ellwangen (Jagst).
Dieses Ensemble umfasst:
- Das als Vierflügelanlage erstellte Kapuzinerkloster von 1729, 1831 in eine Kinderrettungsanstalt umgewandelt, im 19. und 20. Jahrhundert mehrfach erneuert (Dalkinger Straße 4),
- Das Hauptgebäude der Rettungsanstalt, ein viergeschossiger Putzbau mit geschwungenem Krüppelwalmdach, 1908 nach Plänen des Stuttgarter Baurats Stahl errichtet, in jüngerer Zeit umgebaut (Dalkinger Straße 2),
- Kinderdorf, bestehend aus 14 eineinhalbgeschossigen Familienhäusern in Stahlbetonkonstruktion, 1964–1968 nach Plänen der Ellwanger Architektengemeinschaft Rothmaier/Tröster erbaut, samt den Freiflächen (Dalkinger Straße 4/1, 4/2, 4/3, 4/4, 4/5, 4/6, 4/7, Wolfgangsklinge 13, 13/1, 13/2, 13/3, 13/4, 13/5, 13/6, Flurstücksnummer 606).[3]

## Das ehemalige Kapuzinerkloster

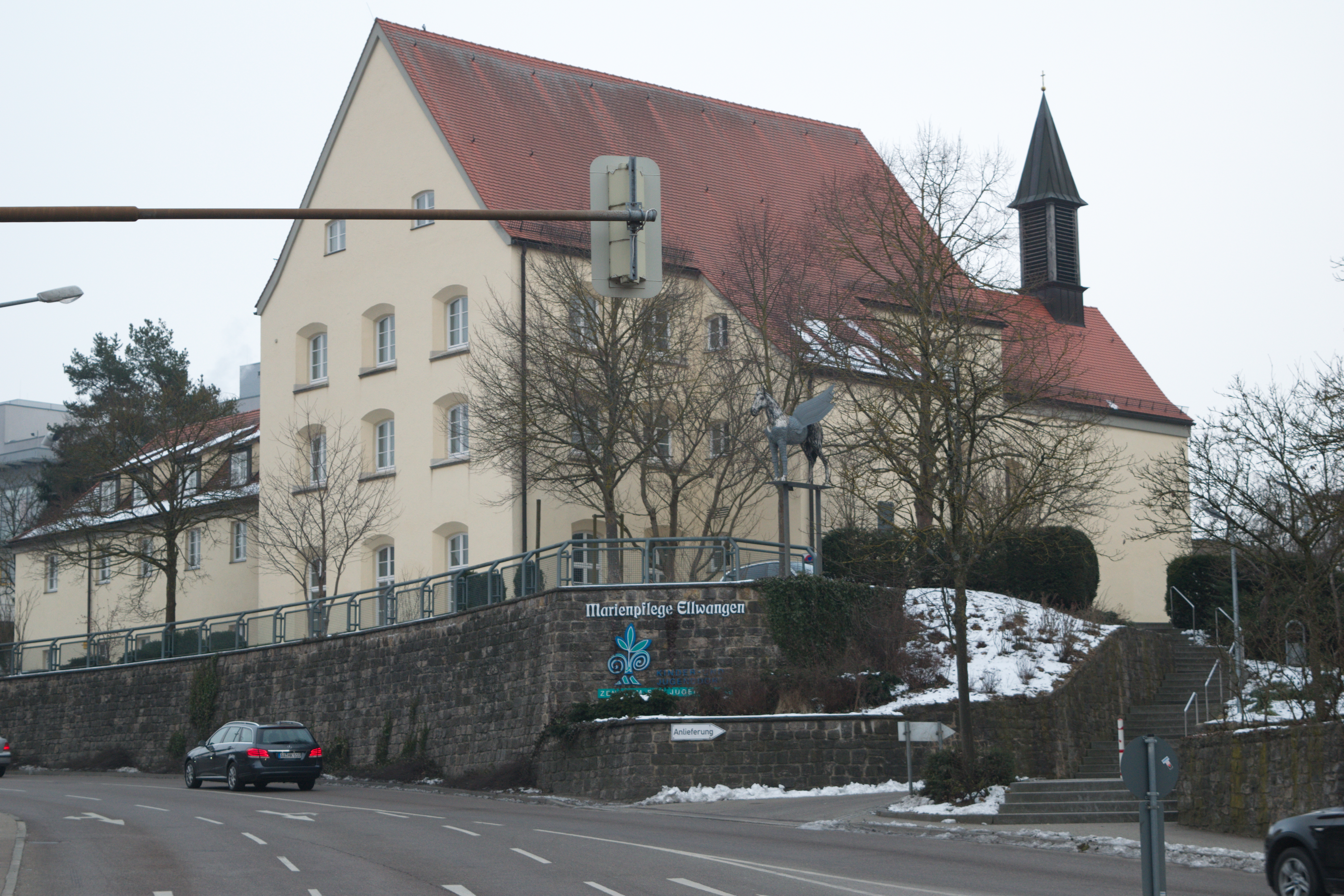
Das Kapuzinerkloster von der Stadtseite: Festsaalbau und Franziskuskapelle

### Entstehung
Die Entstehung des Kapuzinerklosters verlief folgendermaßen:
- Am 31. Oktober 1728 genehmigte der Ellwanger Fürstpropst den Bau eines Klösterchens außerhalb der Residenzstadt.
- Am 3. Januar 1729 wurde hierüber ein eigener Revers ausgestellt mit sechs einschränkenden Bedingungen. Die Kapuziner stimmten dem zu und zogen am 18. Mai 1729  feierlich in Ellwangen ein.
- Am Pfingstsamstag, 4. Juni 1729, fand die Verhandlung mit Vertretern der Stadt um einen Bauplatz am Stadtgraben bis zur Jagst hin statt. Dieser Platz war den Kapuzinern jedoch zu klein und zu sumpfig. Daraufhin  wurde der große Wiesenplatz unweit des Steintors vorgeschlagen und gekauft.
- Unmittelbar danach wurde mit dem Bau des Klosters begonnen. Die Grundsteinlegung der Kirche war am 13. April 1730. Sie wurde am 13. März 1732 geweiht.
- Im Jahr der Fertigstellung des Klosters wurde Franz Georg von Schönborn (1732–1756) neuer Fürstpropst. Er war ein Freund der Kapuziner. Unter ihm blühte die Niederlassung der Kapuziner auf. Der Guardian der Ordensniederlassung war Pater Fructuosus.[4]

### Auflösung und Neunutzung
Die Säkularisation brachte die Auflösung für das Kapuzinerkloster. Der Klosterkonvent mit 18 Patres und Laienbrüder musste den Treueid auf die Regierung schwören (3. Dezember 1802). Das Kloster durfte aber als „Zentralkloster“ für die Mitglieder aufgelöster Klöster der Region weiterbestehen, jedoch keine Novizen aufnehmen. Somit war es zum Aussterben verurteilt. Die Kapuziner mussten den Habit ablegen, ihr Wirken wurde streng überwacht, und sie litten große Not.
Folgende Pläne standen für die Neunutzung zur Diskussion: 1822 Salzlager, 1826 Polizeihaus, 1828 Kinderrettungsanstalt und zuletzt 1830 Brauerei. Als nur noch ein Pater und drei Brüder das Kloster bewohnten, erteilte am 7. Dezember 1829 die württembergische Regierung den Räumungsbefehl. Er wurde am 10. Februar 1830 vollzogen. Das noch vorhandene Inventar wurde verschleudert.
Durch das engagierte Eintreten von Oberamtmann Viktor Sandberger wurde das Kloster die Keimzelle der Marienpflege, denn der Plan der Kinderrettungsanstalt wurde umgesetzt.

## Franziskuskapelle im renovierten Kloster

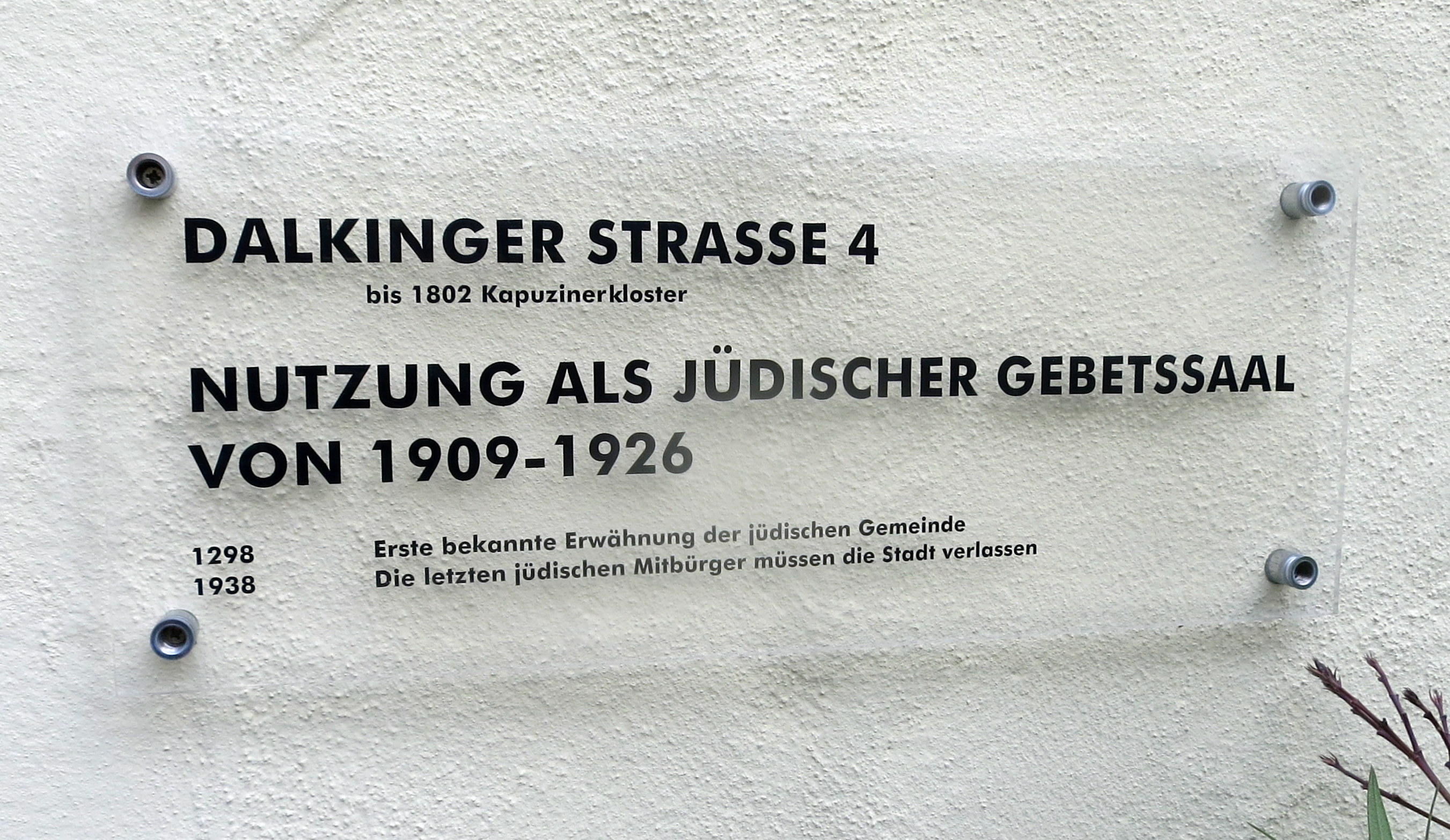
Zwischennutzung des Klosters als jüdischer Betsaal

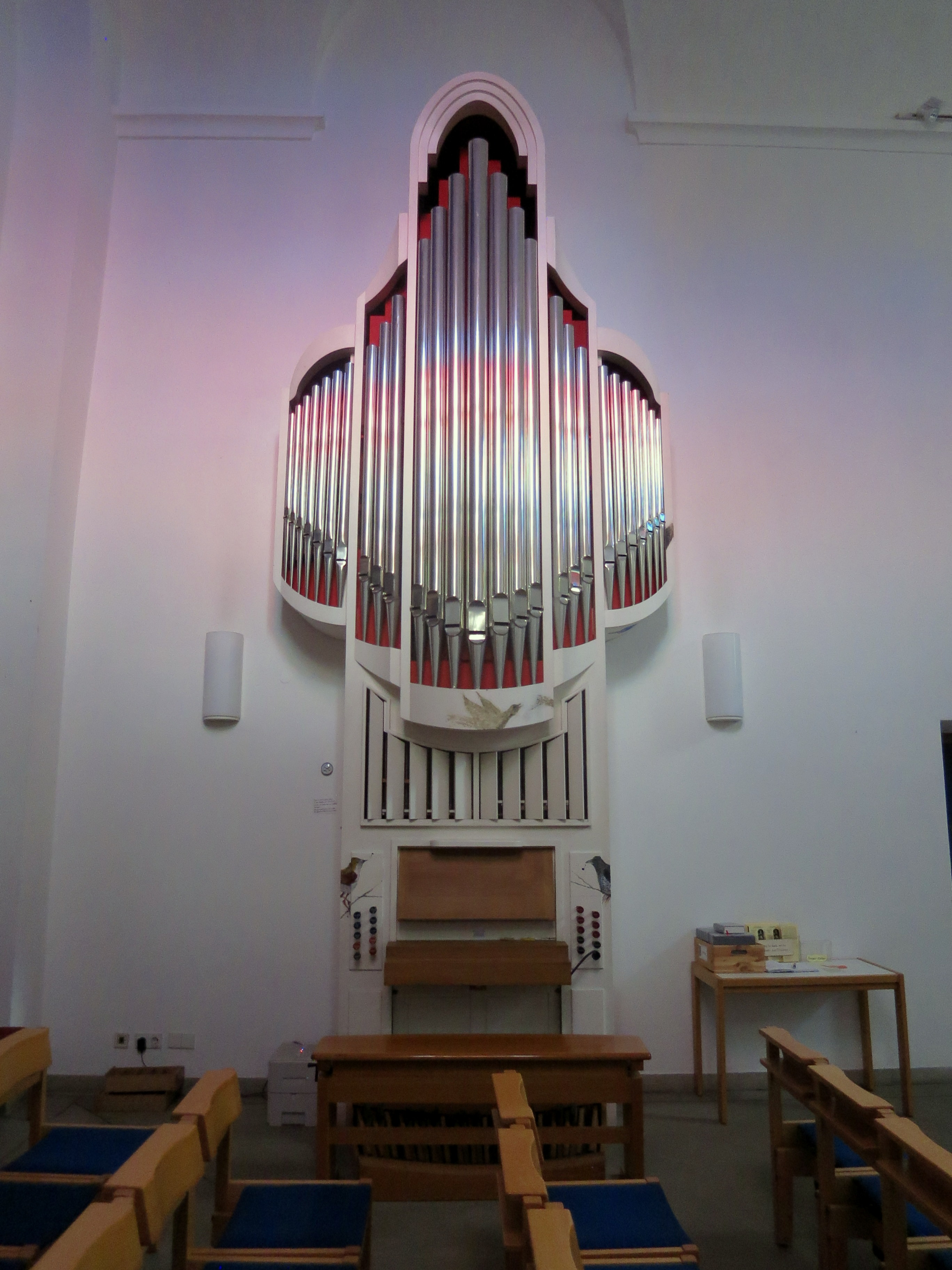
Orgel, von Sieger Köder bemalt

Im Advent 1992 wurde nach dreijähriger Bauzeit die Wiederherstellung des ehemaligen Kapuzinerklosters vollendet. Wegen Baufälligkeit war es seit Jahren nahezu leer gestanden.
Weihbischof Kreidler weihte die Franziskuskapelle, von Sieger Köder künstlerisch gestaltet, als geistliche Mitte des Kinderdorfes ein. Der Kreuzgang mit dem wieder entdeckten tiefen Brunnen ist nun wieder zweckmäßig genutzt. Denn die Franziskusschwestern können seitdem im ehemaligen Kloster ihr klösterliches Leben führen.
Im ehemaligen Kirchenschiff entstanden ein Festsaal und weiterhin Konferenzräume und ein Archiv. Mit seiner Einweihung wurde der 30 Jahre dauernde Weg vom Waisenhaus zum Kinderdorf vollendet und ein Baudenkmal von besonderem Rang vor dem weiteren Zerfall bewahrt.